# Björn Thoroddsen
Björn Thoroddsen (1958. február 16. –) izlandi dzsesszgitáros.

## Életpályája
Pályáját rockzenészként kezdte, később tért át a dzsesszre. Zenei tanulmányait Izlandban kezdte, majd 1982-ben szerzett diplomát a Los Angeles-i Musicians Institute-nál. 
Számos díjat nyert Izlandon.
2007-ben évenkénti gitárfesztivált alapított Izlandon. Hasonló fesztivált alapított, Guitarama néven Kanadában is 2014-ben.
Pályafutása során olyan zenészekkel játszott együtt mint Niels-Henning Ørsted Pedersen, Vatanabe Kazumi, Tommy Emmanuel, Robin Nolan, Philip Catherine, Didier Lockwood vagy Jørgen Svare.

## Fordítás
- Ez a szócikk részben vagy egészben  a   Björn Thoroddsen című angol Wikipédia-szócikk fordításán alapul.  Az eredeti cikk szerkesztőit annak laptörténete sorolja fel. Ez a jelzés csupán a megfogalmazás eredetét és a szerzői jogokat jelzi, nem szolgál a cikkben szereplő információk forrásmegjelöléseként.